# Вишнёвое (Носовский район)
Вишнёвое (укр. Вишневе) — село в Носовском районе Черниговской области Украины. Население 45 человек. Занимает площадь 0,561 км².
Код КОАТУУ: 7423885502. Почтовый индекс: 17150. Телефонный код: +380 4642.

## Власть
Орган местного самоуправления — Софиевский сельский совет. Почтовый адрес: 17150, Черниговская обл., Носовский р-н, с. Софиевка, ул. Профессора Примака, 27.